# 莫莉·汉尼斯
莫莉·汉尼斯（英語：Molly Hannis，1992年3月13日—）生于加利福尼亚州圣罗莎，是一名美国女子游泳运动员，主攻蛙泳，曾就读于田納西大學。她的父亲Michael和哥哥Tyler也都是游泳选手。莫莉童年时同时从事足球和游泳两项运动，大约十三四岁时，她放弃足球，专攻游泳。